# نمسيس (نجم مفترض)

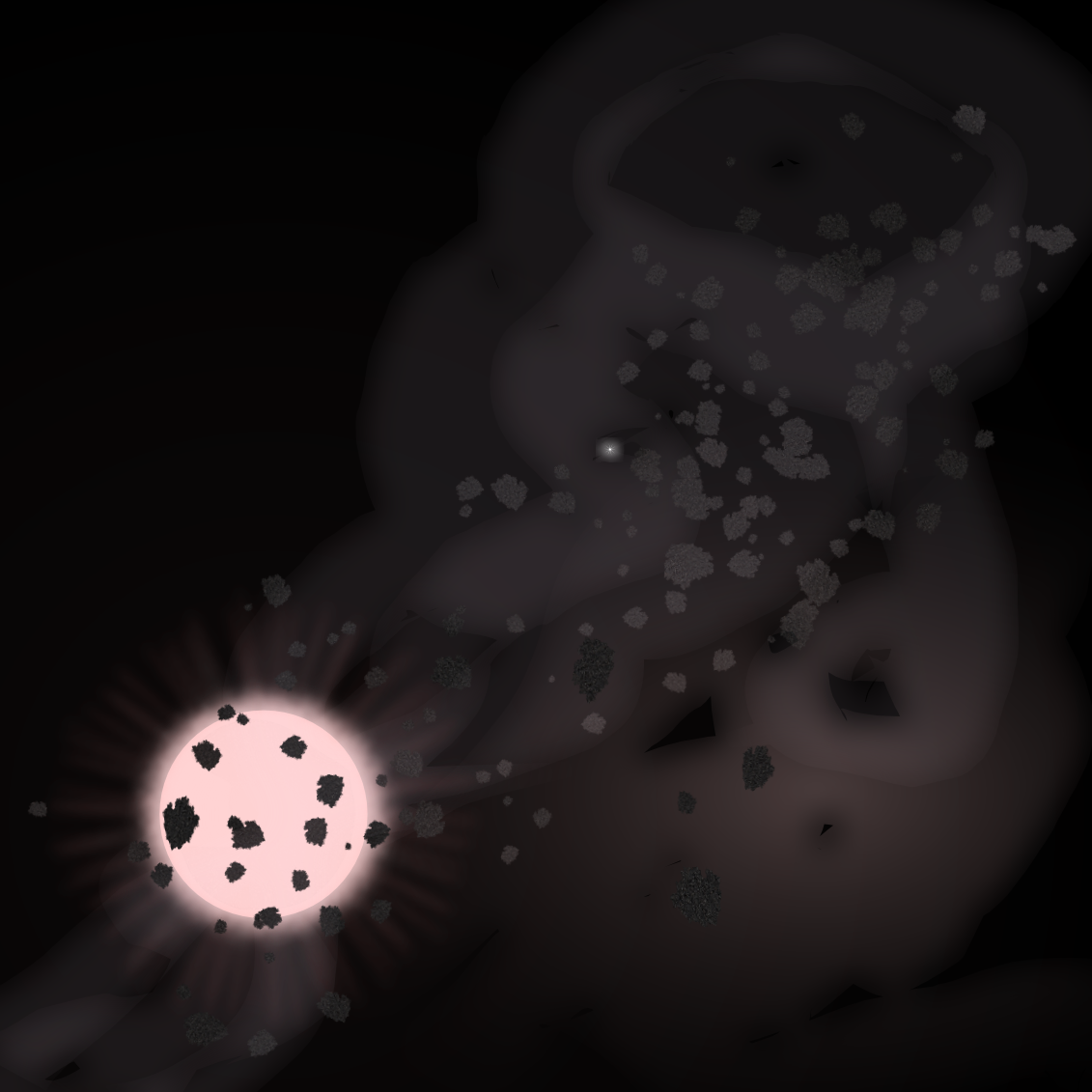

نمسيس (بالإنكليزية: Nemesis)، وهو نجم افتراضي، من نوع قزم أحمرأو قزم بني، افتُرض لأول مرة عام 1984 باعتباره نجمًا في مدار حول الشمس على مسافة 95000 وحدة فلكية (1.5 سنة ضوئية)، أي بعد سحابة أورط، ليفسر سلسلة الانقراضات الجماعية التي تظهر في السجلات الجيولوجية لتاريخ الأرض، والتي كان يُحتمل حدوثها بمعدل مرة كل 26 مليون عام. تعرف العلماء على أكثر من 1800 نجم من نوع القزم البني بحلول عام 2012. تعتبر أعداد هذه النجوم الموجودة في الفضاء الكوني القريب منا أقل مما كان يظنه العلماء في السابق. فيمكن أن تصل النسبة بين النجوم والأقزام البنية إلى 6 نجوم لكل قزم بني واحد، بدلًا من نجم لكل قزم بني كما كان يظن العلماء سابقًا. توجد أغلب النجوم من نفس نوع الشمس في صورة فردية. نشر عالما الفلك سارة سادافوي وستيفن ستاهلر دراسةً عام 2017، تناقش احتمالية تواجد الشمس في نظام نجمي ثنائي في الماضي منذ أكثر من 4 مليارات عام أثناء تشكلها، وهذا ما جعلهما يقترحان «احتمالية وجود النجم نمسيس منذ زمن طويل». يُعتقد أن هذا النجم قد انفصل عن النظام النجمي الثنائي مع الشمس منذ أكثر من 4 مليارات سنة، وهذا يعني أنه قد لا يكون مسؤولًا عن سلسلة الانقراضات الجماعية التي حدثت بصورة مؤخرة عند وجود هذا النجم في نظامه الثنائي الشمسي، قال عالم الأحياء الفلكي دوغلاس فاكوتش لصحيفة بيزنس إنسايدر الرقمية: «لو كانت الشمس جزءًا من نظام نجمي ثنائي حقًا في أيامها الأولى،  فسينبغي علينا أن نعطي النجم التابع لها اسمًا لطيفًا مثل الرفيق، بدلًا من الاسم العدائي نمسيس».
اقترحت بعض النظريات الحديثة أن القوى الأخرى الناتجة عن مرور بعض النجوم القريبة من الشمس، أو التأثير الزاوي الناتج عن مستوى جاذبية المجرة المعاكس  للمستوى المداري الخارجي للشمس، يمكن أن تكون مسؤولةً عن الاضطرابات المدارية في بعض الأجرام الخارجية التابعة للمجموعة الشمسية. استنتج عالم الفلك كورين بيلر جونزعام  2011، بعد تحليل الفوهات الموجودة على سطح الأرض، أن الأنماط الدورية البسيطة لهذه الفوهات المبكرة، والمُفترض أنها ناتجة عن الزخات النيزكية التي حدثت بفعل النجم نمسيس، كانت أخطاءً إحصائية، ووجد أيضًا أن سجل هذه الفوهات لا يحتوي على أي دليل على وجود النجم نمسيس. ولكن وجد العالمان أدريان ميلوت وريتشارد بامباخ، عام 2010، دليلًا في سجل الحفريات يؤكد على حدوث سلسلة الانقراضات الدورية التي ادعى وجودها لأول مرة عالما الأحياء القديمة ديفيد إم. روب وجاك سيبكوسكي عام 1984، ولكن كان هذا الدليل أكثر إقناعًا هذه المرة وأشار إلى زيادة مدة سلسلة الانقراضات الدورية تلك إلى الضعف عما افترضه روب وسيبكوسكي. فشل القمر الصناعي الفلكي للأشعة تحت الحمراء (إراس-IRAS) في رصد النجم نمسيس خلال ثمانينيات القرن الماضي. وفشل أيضًا المسح الفلكي المعروف بـ «المسح الميكروي الثنائي لكامل السماء (2MASS)»، الذي استمر بين عامي 1997 و2001،  في رصد أي نجم إضافي من نوع القزم البني داخل المجموعة الشمسية.
لم يتمكن أيضًا مرصد «مستكشف الأشعة تحت الحمراء عريض المجال (وايس)» من رصد نمسيس باستخدام أحدث وأقوى تكنولوجيا مراصد الأشعة تحت الحمراء التي تتمكن من رصد الأقزام البنية الباردة حتى درجة 150 كلفن على مسافة 10 سنوات ضوئية من الشمس. كتب ديفيد موريسون عالم الفيزياء الفلكية بناسا، في عام 2011، أنه لا يوجد أي دليل موثوق على وجود جرمٍ مثل نمسيس، وإلا كان سيُرصد في عمليات مسح السماء التي أُجريت بالأشعة تحت الحمراء.

## مدار سدنا
يمتلك كويكب سدنا، وهو جرم وراء نبتوني، مدارًا شديد الاستطالة وإهليجيًا بصورة غير عادية حول الشمس، إذ تتراوح مسافة سدنا من الشمس عبر مداره بين 76 إلى 937 وحدةً فلكية. يحتاج سدنا إلى 11400 سنة ليكمل دورةً كاملة حول الشمس في مداره. كتب مكتشِف سدنا، مايكل براون بمعهد كالتيك، في مقاله بمجلة ديسكفر العلمية بأن موقع سدنا في مداره ينافي المنطق السليم، قال براون: «لا يجب أن يكون سدنا موجودًا هناك. ومن المستحيل أن يتواجد سدنا بهذا المدار؛ فهو لا يقترب أبدًا بالشكل الكافي من الشمس ليتأثر بجاذبيتها، ولا يبتعد عنها أبدًا بالشكل الكافي ليتأثر بجاذبية النجوم الأخرى». افترض براون بعد ذلك بوجود جرم عملاق غير مرئي يمكن أن يكون مسؤولًا عن هذا المدار الغريب لسدنا. وأدى لغز هذا الجرم في النهاية إلى فرضية الكوكب التاسع.
أشار براون إلى احتمالية مرور نجم، أو عدة نجوم، غير تابعة للشمس بالقرب من المجموعة الشمسية منذ مليارات السنين، وهو ما تسبب في سحب مدار الكويكب سدنا إلى مداره الحالي. ودعم عالم الفلك سكوت جاي كينيون عام 2004 هذا التفسير بعد إجرائه دراسةً تحليلة على البيانات المدارية الخاصة بالكويكب سدنا مع النماذج الحاسوبية الموضوعة على فرضية وجود نجومٍ عابرة غير تابعة للشمس في الماضي.